# Кларк (округ, Алабама)
Шаблон:StateAbbr_ 31°40′25″ пн. ш. 87°50′17″ зх. д. / 31.673611111111° пн. ш. 87.838055555556° зх. д.
Кларк (англ. Clarke County) — округ (графство) у штаті Алабама США. Ідентифікатор округу 01025. Окружний центр — містечко Гроув-Хілл.

## Історія
Округ утворений 1812 року.

## Демографія
За даними перепису 2000 року
загальне населення округу становило 27867 осіб, зокрема міського населення було 7090, а сільського — 20777.
Серед них чоловіків — 13180, а жінок — 14687. В окрузі було 10578 господарств, 7699 родин, які мешкали в 12631 будинках.
Середній розмір родини становив 3,13.
Віковий розподіл населення поданий у таблиці:
| Стать    | До 15 років | 15-21 | 22-29 | 30-39 | 40-49 | 50-65 | 65-85 | Понад 85 |
| -------- | ----------- | ----- | ----- | ----- | ----- | ----- | ----- | -------- |
| Чоловіки | 3272        | 1407  | 1194  | 1785  | 1904  | 2139  | 1345  | 134      |
| Жінки    | 3192        | 1385  | 1467  | 2053  | 1997  | 2308  | 1930  | 355      |

На 1 квітня 2010 року населення округу становило 25 833 особи. Населення за 10 років зменшилося на 7 %.

## Суміжні округи
- Маренго — північ
- Вілкокс — північний схід
- Монро — схід
- Болдвін — південь
- Вашингтон — південний захід
- Чокто — північний захід

## Виноски
1. ↑  U.S. Decennial Census. United States Census Bureau. Архів оригіналу за 26 квітня 2015. Процитовано 22 серпня 2015.
2. ↑  Historical Census Browser. University of Virginia Library. Архів оригіналу за 11 Серпня 2012. Процитовано 22 серпня 2015.
3. ↑  Forstall, Richard L., ред. (24 березня 1995). Population of Counties by Decennial Census: 1900 to 1990. United States Census Bureau. Архів оригіналу за 24 Вересня 2015. Процитовано 22 серпня 2015.
4. ↑  Census 2000 PHC-T-4. Ranking Tables for Counties: 1990 and 2000 (PDF). United States Census Bureau. 2 квітня 2001. Архів оригіналу (PDF) за 18 Грудня 2014. Процитовано 22 серпня 2015.
5. ↑  State & County QuickFacts. United States Census Bureau. Архів оригіналу за 17 травня 2014. Процитовано 15 травня 2014.(англ.) Наведено за англійською вікіпедією.
6. ↑  American FactFinder. Бюро перепису населення США. Архів оригіналу за 29 липня 2011. Процитовано 31 січня 2008.
7. ↑  Кларк на сайті «Open-Public-Records». Архів оригіналу за 15 Квітня 2012. Процитовано 19 Квітня 2012. Кларк на сайті «Open-Public-Records» (англ.)

| США | Це незавершена стаття з географії США. Ви можете допомогти проєкту, виправивши або дописавши її. |